# Laura Nsafou
Laura Nsafou   (Orleans, 21 de juliol de 1992) és una escriptora francesa de novel·les i llibres infantils, també coneguda pel pseudònim Mrs Roots pel seu bloc que duu el mateix nom.

## Biografia
Nasqué el 21 de juliol de 1992 a la ciutat francesa d'Orleans. Son és congolés i la seua mare de Martinica. Va començar a escriure de molt jove creant personatges negres que se li semblaven sense caure en estereotips. De tornada d'un viatge d'estudis a Finlàndia crea el bloc Mrs Roots el 2013. En aquest país era considerada només "francesa" i ningú li preguntava quins eren realment els seus orígens. Això li feu preguntar-se sobre la seua identitat i per què a l'estat francés se l'associava sovint amb una persona estrangera o exòtica. Al Congo era considerada una francesa "de certa classe social" i a Martinica era vista com "una metropolitana". Laura va sentir la necessitat d'escriure: Què significa ser francesa per a la societat francesa actual? I va emprar el seu bloc per a reflexionar-hi.
Als 16 anys publica la primera novel·la, Callie, juste vous et moi.
El 2013 es dona a conéixer pel seu bloc amb el pseudònim de MrsRoots, en què publica sobre la diversitat de la literatura africana i afrodescendent, i sobre afrofeminisme a l'estat francés. Laura se'n va anar a París ja d'adulta.
El 2017 va publicar la novel·la À mains nues, que narra la història d'una jove sueca negra d'origen somali, que sofreix haptefòbia. La sorprèn que li pregunten sovint per la seua descripció d'una escena explícita sobre el plaer femení: "Vaig comprendre de seguida que havia tocat una qüestió tabú, aparentment reservada als hòmens perquè no es demanaria mai als autors masculins justificar els seus textos sobre connexions, la manera crua i sexista de parlar dels cossos de les dones, etc. I efectivament una lectora m'ha agraït mesos més tard haver expressat el plaer femení més enllà d'un imaginari sexista". Es defineix com una autora afroeuropea, hereva alhora de la història de la "immigració del seu pare" i de la seua "vivència occidental", i es planteja donar un contrapunt al "male gaze" -mirada masculina de la representació de les dones en el món com a objecte sexual que s'observa en la literatura i l'art- i la "white gaze" -punt de vista artístic de les persones blanques-. Lamenta que la literatura feminista africana (sobretot dirigida per la nigeriana Chimamanda Ngozi Adichie) es publique sobretot als Estats Units. Té com a referències literàries Toni Morrison i Octavia E. Butler.

## Obra
Inspirada en la novel·lista estatunidenca negra, premi Nobel de Literatura, Toni Morrison, "No m'he vist reflectida en les anàlisis literàries. Cercava novel·les sobre una jove francesa negra a Europa que no troba pas el seu lloc, que és invisible. M'he trobat davant una literatura francesa que no m'inclou. He acabat veient-me en la literatura estrangera, llegint Tar Baby".
Ho explica en el seu bloc en una conversa amb Aurélie Crop, creadora d'edicions Bilibok, que li ofereix escriure un àlbum infantil -que serà Comme un million de papillons noirs (2018)- a partir d'una cita d'una novel·la de Toni Morrison, Délivrances, publicada en francés el 2016: els seus cabells semblants a un milió de papallones adormides sobre el seu cap. El llibre conta la història d'una jove negra de la qual es burlen a l'escola pel seu cabell arrissat, una situació més propera a la realitat dels xiquets que a l'univers caricaturesc en què els personatges negres solen estar confinats, i que aprèn a voler-los: Vaig partir de la meua experiència personal. Un dia, com [la seua heroïna] Adé, després que m'emprenyassen, li vaig dir a ma mare que no m'agradava el meu cabell. Volia ressaltar la discriminació entre xiquets. També hem de sortir d'aquesta mena d'ideal que vol que tots els xiquets siguen benvolents. Sovint, si un xiquet no s'estima a si mateix, no és innat, és una construcció que depén de l'actitud dels altres, explica l'autora.(10)
Il·lustrat per Barbara Brun, el llibre fou recolzat per micromecenatge i va tenir un bon començament, però l'editorial es declarà més tard en fallida.(10) L'obra, la reedità l'any següent Cambourakis. La pluralitat d'orígens de l'autora es pot trobar en els personatges del llibre. Laura Nsafou prefereix parlar de "comunitats afro" en comptes de "comunitat afro" perquè "no són totes les mateixes cultures", perquè Adé demana consell a les seues ties, "que viuen en tots els continents", i perquè les seues companyes de l'escola tenen diferents colors de pell i diferents tipus de cabells.
Nsafou explica la importància de crear personatges de dones negres "plurals, complexes, vulnerables", amb una força no innata. La protagonista de Nos jours brülés (2021) no és pas una heroïna, sinó que es construeix a partir de les proves que travessa. "La seua evolució pren més sentit perquè dialoga amb sa mare, Diba, o amb l'àvia". També cerca en els seus treballs mostrar la representació de l'univers africà trencant els estereotips i les referències colonials.

## Publicacions
- Callie, juste vous et moi (en francès).  Bajag-Meri, 2009. ISBN 978-2-911147-26-5.
- À mains nues (en francès).  Saint-Avold: éditions Synapse, 2017, p. 434 (Courant majeur). ISBN 979-10-97198-02-2.
- Comme un million de papillons noirs (en francès).  París: Cambourakis, 2018, p. 36 (Sorcières). ISBN 978-2-36624-352-9.[12]
- Le Chemin de Jada (en francès).  París: Cambourakis, 2020, p. 32 (Jeu). ISBN 978-2-36624-465-6.
- Les Lumineuses (en francès).  París: Lunii, 2020.
- Fadya et le chant de la rivière.  Lunii, 2020, p. 40. ISBN 978-2-37972-026-0.
- Ens jours brülés - Tome 1 Ed. Albin Michel 2021

## Documental
Laura Nsafou és una de les veus convidades en el documental d'Amandine Gay en Open the Voice.